# Кокентау
Кокента́у (каз. Көкентау) — село у складі Жанасемейського району Абайської області Казахстану. Адміністративний центр Кокентауського сільського округу.
Населення — 1374 особи (2021; 1518 у 2009, 1677 у 1999, 2049 у 1989).
Національний склад станом на 1989 рік:
- казахи — 100 %

До 2019 року село називалось Знаменка.